# 聖方濟各教堂 (華沙)

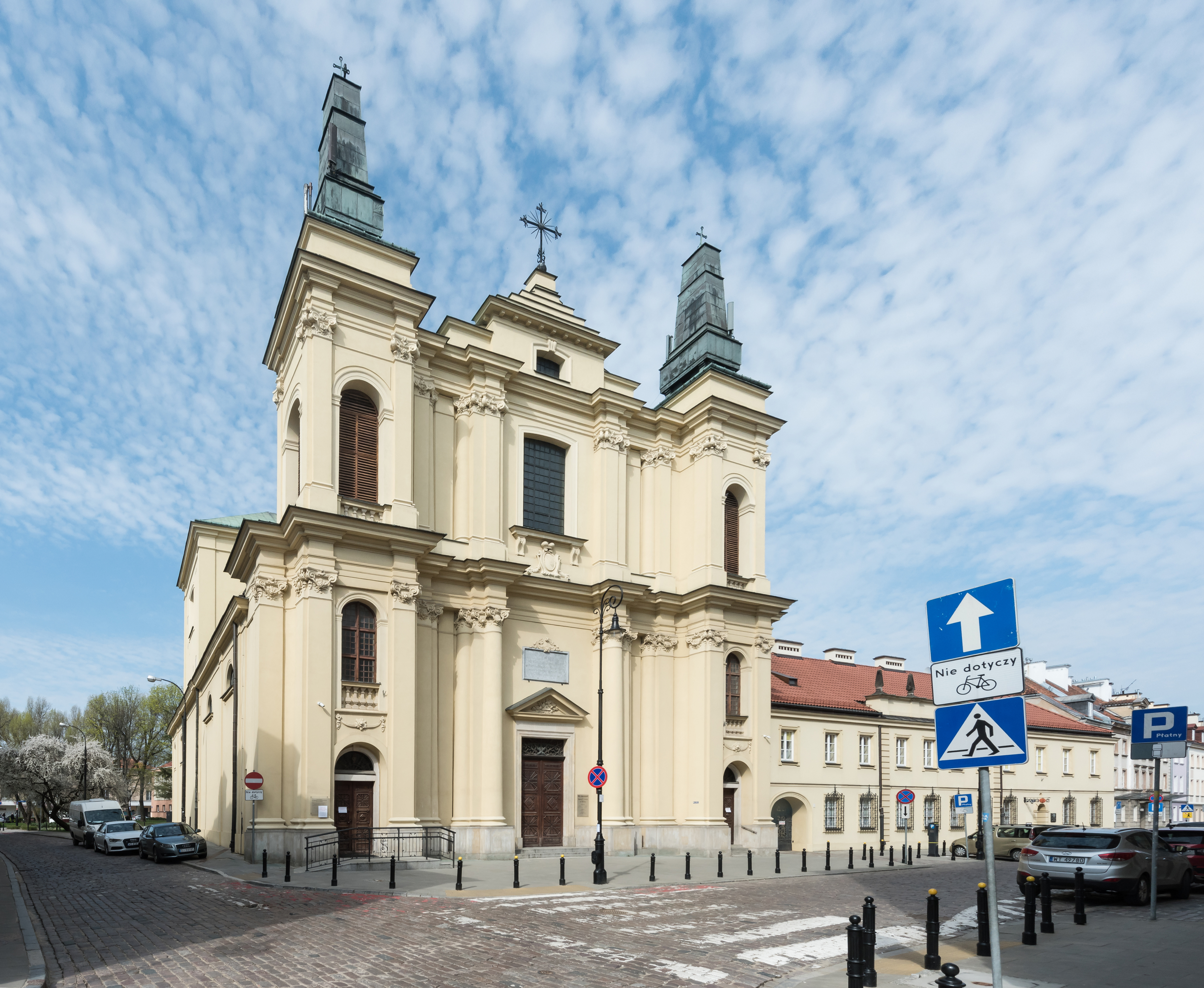
聖方濟各教堂

聖方濟各教堂（Church of St. Francis in Warsaw）是波蘭首都華沙的一座方濟各會的教堂，位於華沙新城區。這座教堂開始修建於1647年。在1940年11月至1941年12月，教堂位於華沙猶太區的東北端。華沙起義爆發之後，教堂遭到轟炸，40名躲在地窖的人被殺害。聖方濟各教堂雖然在二戰中遭到破壞，但許多珍貴的物品仍然得以保留。

## 外部連結
- Polish site with information about the church (in Polish)